# GP2 monacói nagydíj
A monacói nagydíj a GP2-es versenyszéria elindulása óta a bajnokság versenynaptárában található. Minden futamot a Circuit de Monaco városi pályán rendeztek. A kategória legsikeresebb pilótája a pályán a venezuelai Pastor Maldonado két győzelmével. Csupán a 2008-as szezontól rendeznek két viadalt egy versenyhétvégén.

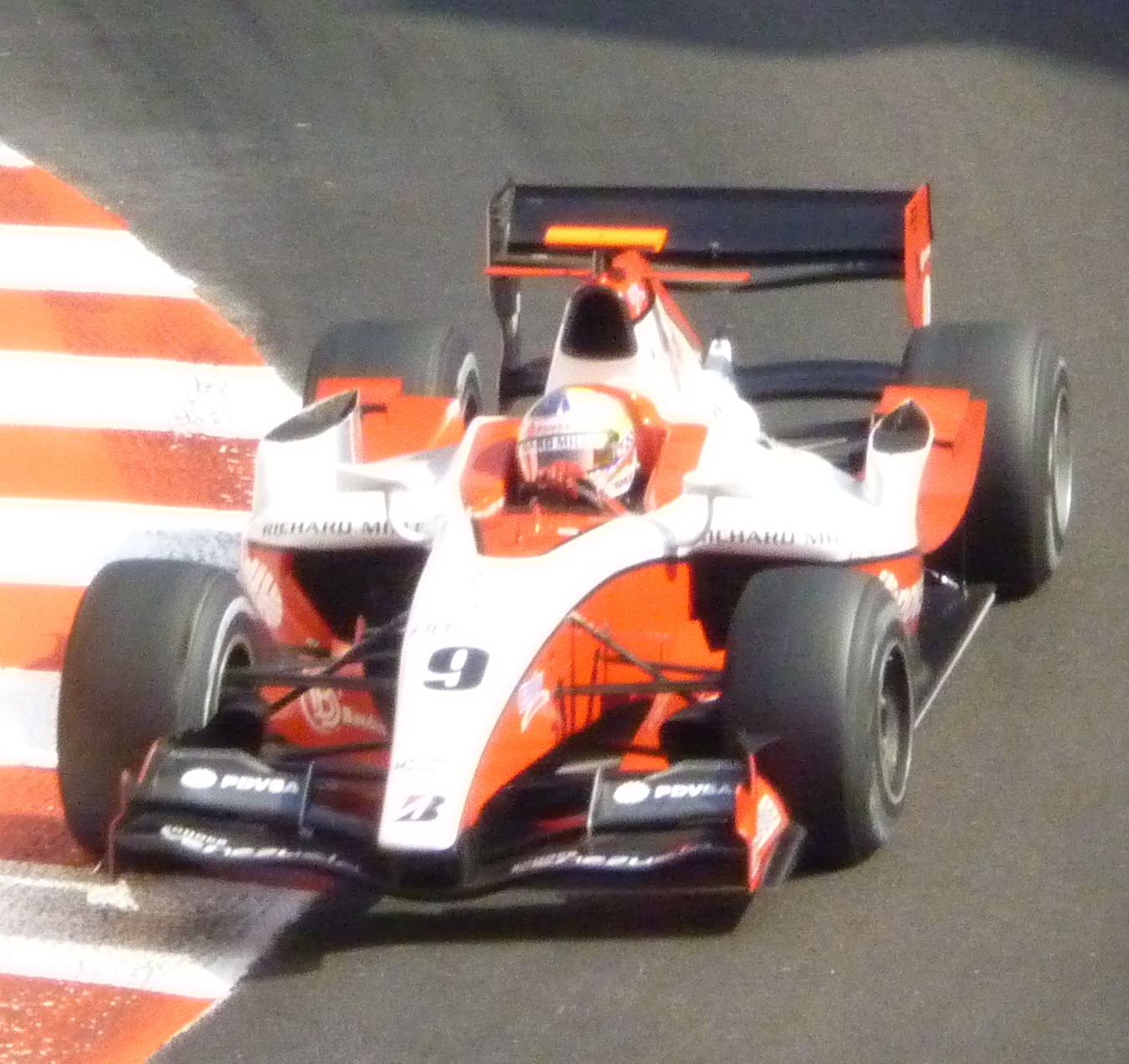
A kategória legsikeresebb pilótája Monacóban a későbbi Formula–1-es nagydíjgyőztes Pastor Maldonado

## Időmérőedzés nyertesek
| Év   | Pilóta              | Csapat               | Idő      | Kör | Összefoglaló                |
| ---- | ------------------- | -------------------- | -------- | --- | --------------------------- |
| 2005 | Heikki Kovalainen   | Arden International  | 1.24:665 | TBA | 2005-ös GP2 monacói nagydíj |
| 2006 | Lewis Hamilton      | ART Grand Prix       | TBA      | TBA | 2006-os GP2 monacói nagydíj |
| 2007 | Pastor Maldonado    | Trident Racing       | 1.20:820 | TBA | 2007-es GP2 monacói nagydíj |
| 2008 | Pastor Maldonado    | Piquet Sports        | 1.21:057 | TBA | 2008-as GP2 monacói nagydíj |
| 2009 | Romain Grosjean     | Barwa Addax Team     | 1.19:498 | TBA | 2009-es GP2 monacói nagydíj |
| 2010 | Dani Clos           | Racing Engineering   | 1.37:572 | 15  | 2010-es GP2 monacói nagydíj |
| 2011 | Sam Bird            | iSport International | 1.21:876 | 16  | 2011-es GP2 monacói nagydíj |
| 2012 | Johnny Cecotto, Jr. | Barwa Addax Team     | 1.21:195 | 9   | 2012-es GP2 monacói nagydíj |
| 2013 | Johnny Cecotto, Jr. | Arden International  | 1.21:141 | 8   | 2013-as GP2 monacói nagydíj |
| 2014 | Jolyon Palmer       | DAMS                 | 1.20:744 | 10  | 2014-es GP2 monacói nagydíj |
| 2015 | Alexander Rossi     | Racing Engineering   | 1.37:019 | 11  | 2015-ös GP2 monacói nagydíj |

## Nyertesek
| Év   | Főverseny nyertese  | Nyertes csapat       | Sprintverseny nyertese | Nyertes csapat         |
| ---- | ------------------- | -------------------- | ---------------------- | ---------------------- |
| 2005 | Adam Carroll        | Super Nova Racing    | Nem rendeztek versenyt | Nem rendeztek versenyt |
| 2006 | Lewis Hamilton      | ART Grand Prix       | Nem rendeztek versenyt | Nem rendeztek versenyt |
| 2007 | Pastor Maldonado    | Trident Racing       | Nem rendeztek versenyt | Nem rendeztek versenyt |
| 2008 | Bruno Senna         | iSport International | Mike Conway            | Trident Racing         |
| 2009 | Romain Grosjean     | Barwa Addax Team     | Pastor Maldonado       | ART Grand Prix         |
| 2010 | Sergio Pérez        | Barwa Addax Team     | Jérôme d’Ambrosio      | Renault F1 Junior Team |
| 2011 | Davide Valsecchi    | Team Air Asia        | Charles Pic            | Barwa Addax Team       |
| 2012 | Johnny Cecotto, Jr. | Barwa Addax Team     | Jolyon Palmer          | iSport International   |
| 2013 | Sam Bird            | Russian Time         | Stefano Coletti        | Rapax                  |
| 2014 | Jolyon Palmer       | DAMS                 | Stéphane Richelmi      | DAMS                   |
| 2015 | Stoffel Vandoorne   | ART Grand Prix       | Richie Stanaway        | Status Grand Prix      |